# Laura Cereta
Laura Cereta (Brescia, september 1469 - aldaar, 1499) was een humanistisch en feministisch schrijfster uit het vijftiende-eeuwse Italië.

## Biografie
Cereta kwam uit een vooraanstaande familie uit Brescia. Ze was als kind veel ziek en leed aan slapeloosheid. Laura Cereta werd al op jonge leeftijd naar het klooster gestuurd om een opleiding te volgen. Na twee jaar keerde ze terug naar huis om op haar jongere zusjes te passen, maar ze keerde weer terug naar het klooster om verder te gaan met leren. In haar tienerjaren begon ze zich te interesseren voor wiskunde, astrologie, landbouw en haar favoriete onderwerp ethiek.
In 1484 trouwde ze met Pietro Serina, een koopman uit Venetië, die dezelfde interesses als zij had. Hij stierf echter al achttien maanden nadat hun huwelijk voltrokken was aan de pest. Pas twee jaar na de dood van haar man ging Cereta verder met studeren. In haar publieke lezingen en essays onderzocht ze de geschiedenis van de rol van de vrouw in het politieke en intellectuele leven in Europa. Ze argumenteerde ook tegen de positie van de vrouw in het huwelijk en sprak zich uit voor het recht voor vrouwen om zich te scholen.
In 1488 bundelde Laura Cereta 82 van haar brieven. Het manuscript hiervan circuleerde indertijd in Brescia, Verona en Venetië. Toch bleef de bundel tot de zeventiende eeuw ongepubliceerd. Kort na 1488 overleed haar vader en had ze niet langer de behoefte om te schrijven. Zelf overleed ze op dertigjarige leeftijd in haar woonplaats. De oorzaak van haar dood is onbekend.